# Momotarō: Umi no Shinpei
Momotarō: Umi no Shinpei (桃太郎 海の神兵, lit. Momotarou: O Deus dos Soldados do Mar) foi o primeiro filme japonês de longa-metragem de animação. O filme foi dirigido por Mitsuyo Seo, que foi obrigado a fazer um filme de propaganda para a Segunda Guerra Mundial pelo Ministério da Marinha do Japão. O laboratório de cinema Shochiku rodou o filme de 74 minutos em 1944 e o exibiu em 12 de abril de 1945. O filme foi uma continuação do filme anterior de 37 minutos, Momotarō no Umiwashi, lançado em 1943, pelo mesmo diretor.

## História

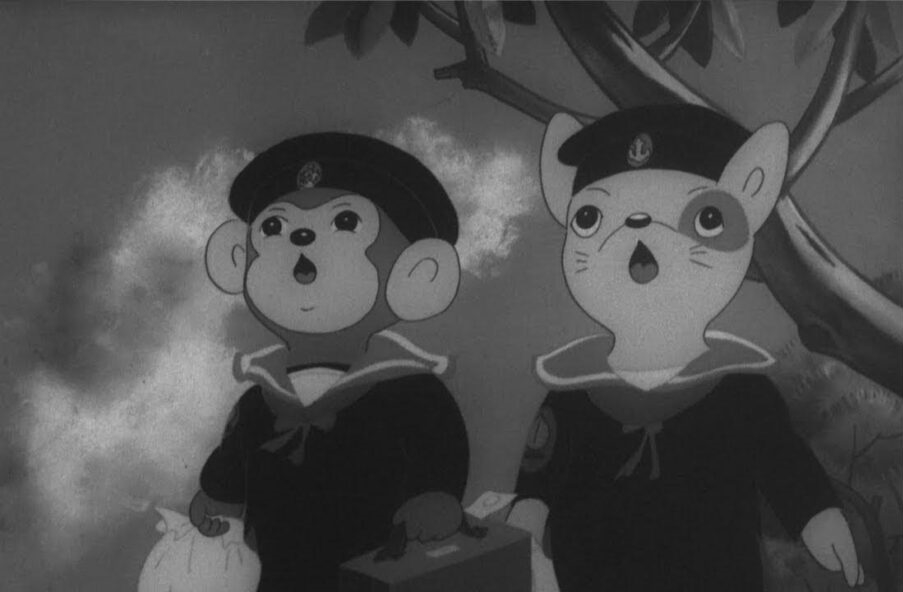
Outra cena do filme, onde o macaco e o filhote se despedem.

Como no filme anterior, nesta sequência mostra Momotarō, um herói da mitologia japonesa. A história se foca na operação surpresa, conduzida na ilha de Celebes, por paraquedistas. Todo o filme glorifica a libertação da Ásia pelo Japão, ilustrando os lemas da época.
O filme também apresentou cenas musicais como a Canção de AIUEO (アイウエオの歌, AIUEO no Uta), onde os soldados japoneses, ensinam animais nativos a falarem.

## Antecedentes
O Ministério da Marinha do Japão, mostrou anteriormente o filme Fantasia de Walt Disney ao realizador Mitsuyo Seo para inspirá-lo, Mitsuyo tentou dar sonhos, esperanças e paz para as crianças japoneses, tal como ele fez no filme anterior, Momotarō no Umiwashi.
Após longo tempo, o filme foi confiscado e queimado pelos Estados Unidos. No entanto, uma cópia do negativo do filme foi encontrada no armazém do estúdio Shochiku Ofuna em 1983 e o filme foi relançado em 1984.

## Legado
A Canção de AIUEO (アイウエオの歌, AIUEO no Uta) ficou famosa por ter sido homenageada na série Kimba, o Leão Branco (ジャングル大帝, Janguru Taitei) de Osamu Tezuka. Tezuka tinha visto o filme em abril de 1945 e se emocionou e chorou, porque o filme de sonhos e esperanças, estava escondido sob a aparência de uma propaganda de guerra.